# Euxoa melura
Euxoa melura là một loài bướm đêm trong họ Noctuidae.